# 上海动物园站
上海动物园站位于中华人民共和国上海市长宁区虹桥路上海动物园门前，是上海地铁10号线的地铁车站。于2010年11月30日启用。

## 车站结构

### 楼层分布
| 地面层   | 出入口             | 1-2、4出入口                           |  |  |
| 地下一层 | 站厅               | 票务服务、自动售票机、人工服务台       |  |  |
| 地下二层 |                    | █ 10号线 往虹桥火车站（虹桥1号航站楼） |  |  |
|          | 岛式站台，左侧开门 |                                        |  |  |
|          |                    | █ 10号线 往基隆路（龙溪路）            |  |  |

### 站厅
上海动物园站的站厅位于地下一层。站厅装饰为迎合周围上海动物园以动物为主题，通过在站厅墙面运用动物剪影、壁画等作品形式体现动物元素。

### 站台
上海动物园站台位于车站地下二层，设有一对岛式站台。其中一个供往基隆路方向列车使用，另一个供往虹桥火车站方向列车使用。

## 車站出口
上海动物园站目前开放3个出入口，各出入口如下所示：
| 出口编号            | 出口指示         | 照片 |
| ------------------- | ---------------- | ---- |
| 1 · 出口            | 虹桥路，哈密路   |      |
| 2 · 出口            | 虹桥路，公交枢纽 |      |
| 4 · 出口 · （设有） | 虹桥路，虹井路   |      |
| 图例： 设有         |                  |      |

## 车站周边
- 上海动物园